# Camaricoproctus tumididens
Camaricoproctus tumididens är en mångfotingart som beskrevs av Lawrence 1965. Camaricoproctus tumididens ingår i släktet Camaricoproctus och familjen Spirostreptidae. Inga underarter finns listade i Catalogue of Life.